# Gnophos lineolaria
Gnophos lineolaria là một loài bướm đêm trong họ Geometridae.